# (7114) Weinek
(7114) Weinek ist ein Asteroid des äußeren Hauptgürtels, der am 29. November 1986 vom tschechischen Astronomen Antonín Mrkos am Kleť-Observatorium (IAU-Code 046) in Südböhmen auf dem Kleť in der Nähe der Stadt Český Krumlov in Tschechien entdeckt wurde.
Der Himmelskörper gehört zur Nocturna-Familie, einer Gruppe von Asteroiden, die nach (1298) Nocturna benannt ist. 
Der Asteroid wurde am 9. März 2001 nach dem österreichisch-ungarischen Astronomen Ladislaus Weinek (1848–1913) benannt, dem neunten Direktor des von Jesuiten gegründeten Clementinum-Observatoriums in Prag, der in Zusammenarbeit mit Karl Friedrich Küstner die Präzession der Erdachse untersuchte. Er gab von 1897 bis 1900 einen Photographischen Mondatlas aus 200 Blättern im Maßstab des Monddurchmessers von 10 Fuß heraus, der auf Fotografien des Lick-Observatoriums beruhte.